# Crotalaria pseudo-seretii
Crotalaria pseudo-seretii är en ärtväxtart som beskrevs av Rudolf Wilczek. Crotalaria pseudo-seretii ingår i släktet sunnhampor, och familjen ärtväxter. Inga underarter finns listade i Catalogue of Life.